# Igúzquiza (concejo)
Igúzquiza (concejo) (Iguzkitza en basque) est un village situé dans la commune d'Igúzquiza dans la Communauté forale de Navarre, en Espagne. Il est doté du statut de concejo.
Igúzquiza est situé dans la zone linguistique castillanophone de Navarre.